# Aldo Bobadilla
Pour les articles homonymes, voir Bobadilla (homonymie).
Aldo Bobadilla, né le 20 avril 1976 à Pedro Juan Caballero, est un footballeur international paraguayen, reconverti entraîneur. 
Au cours de sa carrière de joueur, il évoluait au poste de gardien de but, principalement avec l'équipe du Paraguay et les clubs du Cerro Porteño et de l'Independiente Medellin.

## Biographie

### En équipe nationale
Il fait ses débuts internationaux le 15 octobre 1999 contre l'équipe du Guatemala.
Bobadilla participe à la coupe du monde 2006 avec l'équipe du Paraguay. Il est le deuxième choix du sélectionneur pour le poste de gardien de but. Il fait également partie des 23 joueurs paraguayens sélectionnés pour participer à la coupe du monde 2010.

## Palmarès
- 19 sélections avec l'équipe du Paraguay